# Heteroponera monticola
Heteroponera monticola is een mierensoort uit de onderfamilie van de Heteroponerinae. De wetenschappelijke naam van de soort is voor het eerst geldig gepubliceerd in 1970 door Kempf & Brown.